# جامعة الفارابي للدراسات العليا

## جامعة الفارابي للدراسات العليا
جامعة الفارابي للدراسات العليا جامعة سورية تأسست عام 2008 في محافظة اللاذقية. تدرّس برامج دراسات عليا في التقانة الحيوية والمعلوماتية والعلوم البحرية والعلوم الهندسية.
جرى تأسيس جامعة الفارابي كمؤسسة تعليمية بحثية مشتركة بالتعاون بين جامعة تشرين السورية وجامعة إعداد المدرسين «تربية مدرس» الإيرانية، وتخصصت الجامعة في الدراسات العليا في العلوم الهندسية والعلوم البحرية علوم الأحياء البحرية وعلوم المعلوماتية والتقانة الحيوية.